# سلامة الشباب العاملين وصحتهم
حول العالم، هناك ما يقارب 250 مليون طفل، أي طفل واحد من بين كل ستة أطفال، تتراوح أعمارهم بين 5 و17 عامًا، متورط في عمالة الأطفال. يمكن العثور على الأطفال في أي قطاع اقتصادي تقريباً. ومع ذلك، على المستوى العالمي، يعمل معظمهم في الزراعة (70٪). حوالي 2.4 مليون مراهق تتراوح أعمارهم بين 16 و17 عامًا عملوا في الولايات المتحدة في عام 2006. لا تتوفر إحصاءات التوظيف الرسمية للمراهقين الأصغر سنًا المعروفين أيضًا بالعمل، لا سيما في البيئات الزراعية.

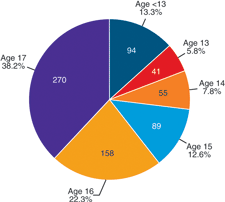
عدد الإصابات المهنية المميتة وتوزيعها حسب العمر بين العمال الشباب، 1992-2002 BLS 2003

في عام 2006، توفي 30 شاباً تحت سن 18 عاماً من إصابات مرتبطة بالعمل في الولايات المتحدة  في عام 2003،
وعُولجَ ما يقدر بـ 54800 إصابة وأمراض مرتبطة بالعمل بين الشباب الذين تقل أعمارهم عن 18 عامًا في أقسام الطوارئ بالمستشفيات. أفاد المعهد الوطني للسلامة والصحة المهنية بأن ثلث الإصابات المتعلقة بالعمل فقط تتم رؤيتها في أقسام الطوارئ، وبالتالي فمن المحتمل أن يعاني ما يقرب من 160.000 شاب إصابات وأمراض مرتبطة بالعمل كل عام. أكبر عدد من وفيات العمال المراهقين يحدث في الأعمال الزراعية وتجارة التجزئة، وفقًا للبيانات الحديثة. في جميع أنحاء أوروبا، يكون الأشخاص الذين تتراوح أعمارهم بين 18 و24 عامًا أكثر عرضة بنسبة 50٪ على الأقل للإصابة في مكان العمل مقارنة بالعمال ذوي الخبرة.

## العمل الذي يشكل مخاطر خاصة بالشباب
يتعرض العمال الشباب لمخاطر فريدة وكبيرة للإصابات والأمراض المرتبطة بالعمل نتيجةً لخصائصهم البيولوجية والاجتماعية والاقتصادية. إلى جانب البيع بالتجزئة والزراعة، تشمل المجالات الأخرى ذات الخطورة العالية للإصابات المرتبطة بالعمل البناء وأنشطة العمل التي تشمل السيارات والآلات المتنقلة. على الرغم من أن متطلبات السلامة وقوانين عمالة الأطفال تحظر أو تقيد توظيف المراهقين في أنواع معينة من الصناعات والمهن، إلا أنه قد يواجه العمال الشباب مخاطر في العمل لأن صاحب العمل أو الموظف الشاب قد لا يكون على دراية بالقوانين المعمول بها ولا يكون على دراية أيضاً بأنه يوجد خطر، لأن الموظف الشاب قد يفتقر إلى الخبرة، أو بسبب عدم وجود تدريب أو إشراف كافٍ.
عمالة الأطفال هي تشغيل الأطفال دون سن يحددها القانون أو العرف. تعتبر هذه الممارسة استغلالية من قبل العديد من الدول والمنظمات الدولية. وقد استُخدمت عمالة الأطفال بدرجات متفاوتة عبر معظم التاريخ، لكنها دخلت في نزاع عام مع بداية التعليم الشامل، مع تغيرات في ظروف العمل في أثناء التصنيع، وظهور مفاهيم حقوق العمال والأطفال. لا تزال عمالة الأطفال شائعة في بعض الأماكن. حتى بعد إقرار تشريعات عمالة الأطفال، لا تزال البلدان النامية على وجه الخصوص تتميز بالاقتصادات غير الرسمية المكونة من الأطفال العاملين الذين هم أكثر عرضة لانتهاكات حقوق الإنسان في مكان العمل.

## العمل في الزراعة
هناك ما يقارب 250.000 طفل يعملون في المزارع الأمريكية، ولا يعيشون في المزرعة، و30 مليون طفل آخرين يزورون المزارع سنويًا. يموت طفل كل ثلاثة أيام في مزرعة أمريكية. في عام 2004، وقعت معظم وفيات الشباب العاملين في قطاع الزراعة. يمكن أن يعزى حوالي ثلثي هذه الوفيات إلى حوادث النقل. وبحسب تقرير «إصابات العمل في صفوف العمال الشباب»، فإن معظم حوادث النقل هذه وقعت إما بالشاحنات أو بالجرارات. واحتُسبت حوادث الجرارات وحدها لربع وفيات الشباب العاملين من 1993 إلى 2002. بالنسبة للعمال الذين تبلغ أعمارهم 13 عامًا أو أقل، مثّلت الوفيات الزراعية 42 حالة وفاة من إجمالي 49 حالة وفاة لتلك الفئة العمرية بين عامي 1998 و2002. توجد قيود أقل على عمل الأطفال في المزارع المملوكة للعائلات أو التي تديرها؛ يمكن للعمال الذين تقل أعمارهم عن 13 عامًا تشغيل الجرارات بشكل قانوني في المزارع إذا كانت أسرهم تمتلكها أو تديرها.
تختلف التجارب عبر العديد من قطاعات الزراعة اختلافًا كبيرًا. على سبيل المثال، تعرض الأطفال الذين عملوا في مزارع التبغ لعدد من الآثار الصحية السلبية بما في ذلك الغثيان والإرهاق الحراري وحرق العينين.

## العمل في البناء
بين عامي 1998 و2002، كانت حوادث البناء مسؤولة عن 18٪ من وفيات العاملين الشباب، مما يجعل البناء ثاني أكثر الأعمال فتكًا بالعامل الشاب التي يتم توظيفها خلال تلك الفترة الزمنية. أدى عمل غير مصرح له قانونًا بالقيام به إلى وفاة عدد كبير من العمال الشباب في هذا القطاع. على سبيل المثال، يمثل العمال البالغون من العمر 16 عامًا ما يقرب من 20 ٪ من وفيات العمال الشباب في قطاع البناء بين عامي 1998 و2002، بالرغم من أن العمال الذين تبلغ أعمارهم 16 عامًا أو أقل غير مصرح لهم قانونًا بدخول موقع البناء؛ وإن كانوا يعملون في صناعة البناء، فلا يمكنهم العمل إلا في المكتب أو قسم المبيعات. بالإضافة إلى ذلك، شكل العمال الشباب من أصل إسباني ولاتيني 35٪ من وفيات العمال الشباب في قطاع البناء. يشكل المنحدرون من أصل إسباني 14.4٪ من إجمالي سكان الولايات المتحدة.